# Liste meldepflichtiger Ereignisse in deutschen kerntechnischen Anlagen

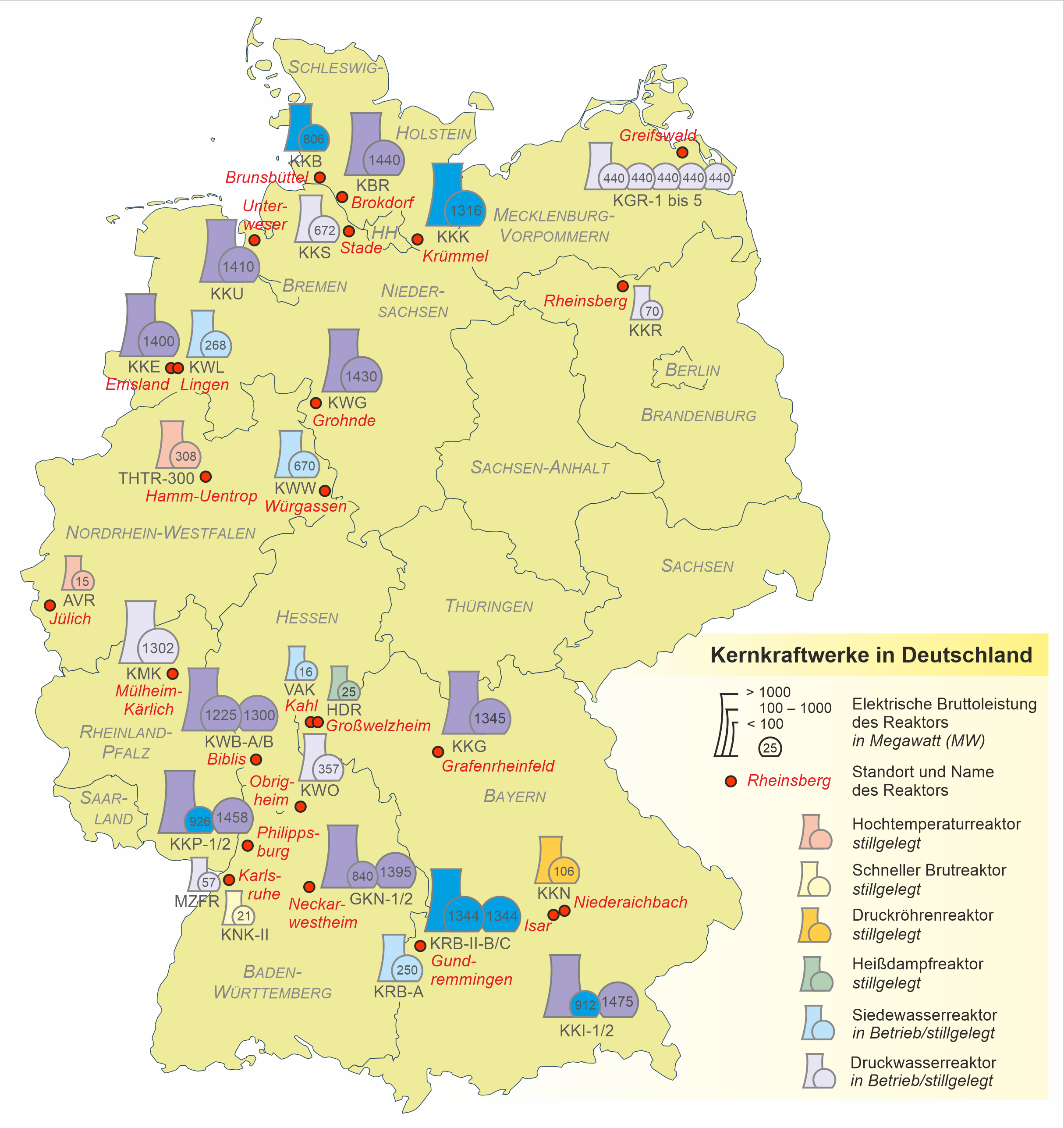
Übersicht der deutschen Atomkraftwerke

Diese Liste behandelt meldepflichtige Betriebsereignisse in deutschen kerntechnischen Anlagen. Hier sind Ereignisse eingeordnet, die unter INES ≤ 3 fallen und dabei zu den meldepflichtigen Betriebsereignissen oder Störfällen in Deutschland gehören. Die Einträge sollen vor allem Betriebsstörungen aufzeigen, bei denen eine Gefährdung der Reaktorsicherheit, Umwelt oder Gesundheit direkt oder indirekt bestand. Da diese Entscheidung oftmals schwierig ist, wurden die Einträge auch nach ihrem Echo in der Presse bewertet. Einträge wie Brennelementwechsel, Revision, Arbeitsunfälle etc. sind hier nicht zu finden. Vorkommnisse ab der INES-Kategorie 4 (Unfall) blieben in Deutschland bisher aus und sind weltweit in der Liste von Unfällen in kerntechnischen Anlagen aufgeführt. Ereignisse mit INES 0 ferner gelten nur als relativ häufige (siehe die numerische Statistik unten) kleinere Abweichungen vom Normalbetrieb und sind hier ebenfalls nicht beschrieben. Über Störfälle aus den ersten Jahrzehnten der Kernenergie-Nutzung liegen nur sehr lückenhafte nationale Informationen vor, systematischer wurde es erst nach Einführung der internationalen INES-Skala anfangs der 1990er Jahre.   

## Liste von Ereignissen
| Datum             | Ort                                            | Ereignis |
| ----------------- | ---------------------------------------------- | --- |
| 23. Juni 1942     | Leipzig                                        | Im Labor des Experimental-Physikers Prof. Robert Döpel explodierte eine so genannte Uranmaschine unter Verbrennung des eingesetzten Uranpulvers. Dabei handelte es sich um eine kerntechnische Versuchsanlage, die im Dritten Reich im Rahmen des geheimen Uranprojekts eingesetzt wurde. Es war Wasserstoff entstanden, wie auch im Vorfeld einer Reihe späterer Nuklearunfälle – bis hin zu Fukushima 2011. Obwohl die Ausmaße des Feuers relativ klein waren, dauerten die Löscharbeiten durch die Feuerschutzpolizei zwei Tage. Dabei trugen die Einsatzkräfte keine Atemschutzmasken, wodurch sie radioaktives Material inhalierten. Über gesundheitliche Folgen ist allerdings nichts bekannt, da die Unterlagen im Krieg vernichtet wurden. Die Explosion mit dem nachfolgenden Brand gilt als erster kerntechnischer Unfall. |
| 7. Dezember 1975  | Greifswald                                     | Als ein Elektriker im Kernkraftwerk Greifswald einem Lehrling zeigen wollte, wie man elektrische Schaltkreise überbrückt, löste er auf der Primärseite des Block-Trafos des Blocks 1 einen Kurzschluss aus. Durch den entstehenden Lichtbogen brach ein Kabelbrand aus. Das Feuer im Hauptkabelkanal zerstörte die Stromversorgung und die Steuerleitungen von 5 Hauptkühlmittelpumpen (6 sind für einen Block in Betrieb). Eine Kernschmelze hätte drohen können, da Reaktor 1 nicht mehr richtig gekühlt werden konnte. Das Feuer konnte jedoch durch die Betriebsfeuerwehr schnell unter Kontrolle gebracht und die Stromversorgung der Pumpen provisorisch wieder hergestellt werden. Der Fall wurde erst nach der Wende 1989 im Fernsehen publik gemacht. Sowjetische Stellen informierten bereits wenige Stunden nach dem Zwischenfall die IAEO, die diesen später in INES 3 (Vorläufer zu einem Unfall, hier einem „Station-Blackout“-Schmelzszenario) einstufte. |
| 12. Januar 1977   | Kernkraftwerk Gundremmingen, Gundremmingen     | Bei kaltem und feuchtem Wetter traten an zwei stromabführenden Hochspannungsleitungen Kurzschlüsse auf. Die dadurch eingeleitete Schnellabschaltung führte zu Fehlsteuerungen. Nach etwa zehn Minuten stand im Reaktorgebäude des Block A das radioaktiv belastete Wasser etwa drei Meter hoch und die Temperatur war auf rund 80 °C angestiegen. Anfangs hieß es, der Reaktor werde in einigen Wochen wieder in Betrieb gehen können. Nach dem Störfall gingen die Betreiber von einer zügigen Wiederinbetriebnahme von Block A aus. Wegen der von Politik und Aufsichtsbehörden geforderten Modernisierung der Leit- und Sicherheitstechnik verzichteten die Betreiber allerdings später aus ökonomischen und politischen Gründen auf eine Wiederinbetriebnahme von Block A.(Kategorie A bzw. E) |
| 13. Mai 1978      | Jülicher Versuchsreaktor AVR, Jülich           | Ein Wassereinbruchstörfall im Jülicher Versuchsreaktor AVR, in dessen Verlauf die Betriebsmannschaft das Reaktorschutzsystem manipulierte, um den Reaktor fast 4 Tage weiter betreiben zu können, wurde nur der damals niedrigsten Kategorie C zugeordnet. Der Störfall führte zu einer hohen Kontamination des Erdreiches und Grundwassers unter dem Reaktor mit Strontium-90 und Tritium (s. AVR-Störfälle). Nach Einschätzung einer unabhängigen Expertengruppe, die 2011 vom Forschungszentrum Jülich eingesetzt wurde, hätte dieser Störfall mindestens in die mittlere Kategorie B, wenn nicht in die höchste Kategorie A eingeordnet werden müssen (s. AVR-Expertengruppe). Von Kritikern des Kugelhaufenreaktorkonzeptes wird vermutet, dass die viel zu günstige Einordnung dieses Ereignisses als sicherheitstechnisch unbedeutend dazu diente, die Entwicklungschancen von Kugelhaufenreaktoren zu erhalten. |
| 18. Juni 1978     | Brunsbüttel                                    | Nur zwei Jahre nach Inbetriebnahme traten durch einen Abriss eines Blindstutzens zwei Tonnen radioaktiver Dampf in das Maschinengebäude und in weiterer Folge durch Dachklappen ins Freie aus. Trotzdem lief der Reaktor noch über zwei Stunden weiter. Die Betriebsmannschaft hatte das automatische Sicherheitssystem manipuliert, um die Anlage am Netz zu halten. Das KKW Brunsbüttel stand daraufhin mehr als zwei Jahre still. Der Störfall wurde in die höchste Kategorie A eingeordnet. |
| 7. September 1985 | THTR-300, Schmehausen, Hamm                    | Am 7. September 1985 fielen im THTR-300 die Feuchtefühler aus, die im Falle eines Dampferzeugerlecks die Schnellabschaltung auslösen müssen. Eine unentdeckte Dampfleckage würde zu einem schnellen Reaktivitätsanstieg führen. Das Ereignis wurde der damals zweithöchsten Meldekategorie B zugeordnet. |
| 4. Mai 1986       | THTR-300, Schmehausen, Hamm                    | Im THTR-300 traten, unmittelbar nach dem Durchzug der radioaktiven Wolke aus Tschernobyl, radioaktive Aerosole aus. Die Untersuchungen zur Aerosolemission begannen erst mit erheblicher Verzögerung. Ursache der Emission soll eine Fehlbedienung der Brennelement-Beschickungsanlage gewesen sein. Die Aerosole sollen aus Ablagerungen in den Rohren der Beschickungsanlage gebildet worden sein. Die Messaufzeichnungen zu Emissionen waren am 4. Mai lückenhaft. Die Aufsichtsbehörde schätzt, dass die genehmigte maximale Tagesaktivitätsfreisetzung geringfügig überschritten worden sein könnte, was aber nicht sicher ist. Als Obergrenze gibt sie einen Wert leicht oberhalb der in 180 aufeinanderfolgenden Tagen aufsummiert maximal zulässigen Emission an. Der Reaktor wurde vom 3. bis 13. Juni 1986 auf behördliche Anordnung hin abgeschaltet. 2016 meldete sich ein ehemaliger THTR-Mitarbeiter zu Wort und behauptete, die Aerosolemission sei absichtlich erfolgt, um staubbelegte Rohre freizublasen. Man sei davon ausgegangen, das sei wegen des Tschernobyl-Unfalls nicht nachzuweisen. Die Vorwürfe werden von der Aufsichtsbehörde untersucht. |
| 16. Dezember 1987 | Kernkraftwerk Biblis, Biblis                   | Störfall im Block A des KWB. Beim Anfahren des Reaktors klemmte ein Ventil, das eine Anschlussleitung an dem unter 150fachem Atmosphärendruck stehenden Reaktorkreislauf absperren muss, und blieb offen. Erst nach 15 Stunden nahm das Betriebspersonal die aufleuchtende Warnlampe ernst, man hielt die Ansteuerlogik der Lampe für defekt. Das Personal fuhr den Reaktor nicht sofort herunter, sondern öffnete ein zweites, redundantes Sicherheitsventil, um das verklemmte Ventil durchzuspülen und so zu schließen. Das Ventil schloss nicht und 107 Liter radioaktiven Kühlwassers liefen in den Ringraum. Das Sicherheitsventil schloss Sekunden später. Der Störfall kam erst nach einem Jahr durch einen Artikel in einer amerikanischen Fachzeitschrift (Nucleonic Weeks) an die Öffentlichkeit, wurde jedoch vom Betreiber fristgerecht an die Behörde gemeldet, die wiederum selbst keine Pressemitteilung veröffentlichte. Der Störfall wurde später gemäß der Skala INES als Stufe 1 (Störung) eingestuft. Nach dem Störfall haben die Hersteller Abhilfe geschaffen: Mit der Nachrüstung einer Druckentlastungsarmatur zwischen Erst- und Zweitabsperrung (also den besagten Ventilen) dieser Anschlussleitungen wird nach Versagen der Erstabsperrung mittels Druckentlastung ins Containment ein Versagen der Zweitabsperrung und damit ein Bypass verhindert. |
| März 1994         | Biblis                                         | Im März 1994 brannte in Biblis A innerhalb des Containments der Motor einer Hauptkühlmittelpumpe, weil es aufgrund eines bei Wartungsarbeiten in dem Motor vergessenen Meißels zu einem Kurzschluss gekommen war. |
| 26. Juni 2000     | Kernkraftwerk Grafenrheinfeld, Grafenrheinfeld | Am 26. Juni 2000 kam es im Kernkraftwerk Grafenrheinfeld zu einem Zwischenfall der Stufe 1 der INES. An fünf von acht Steuerventilen, die ein Jahr zuvor eingebaut worden waren, wurden technische Mängel festgestellt. |
| 5. Juli 2000      | Kernkraftwerk Grafenrheinfeld, Grafenrheinfeld | Im Kernkraftwerk Grafenrheinfeld kam es zu einem Brand des Motors der Hauptkühlmittelpumpe, die in unmittelbarer Nähe des Reaktordruckgefäßes sitzt. (Kategorie N) |
| August 2001       | Kernkraftwerk Philippsburg, Philippsburg       | Im Kernkraftwerk Philippsburg übersah die Bedienmannschaft beim Anfahren von Block 2, dass das Notkühlsystem nicht die Anforderungen des Betriebshandbuches erfüllte. Das Notkühlsystem reichte aus, um den kalten und unkritischen Reaktor zu kühlen. Nach Wiederanfahren des Reaktors wurde das Notkühlsystem so weit, wie es die Grenzwerte fordern, ertüchtigt. Allerdings kam es dabei zum unten genannten Störfall. Die Kühlflüssigkeit, die in den Flutbehältern (Notkühlsystem) des Kernkraftwerks gepuffert wird, unterschritt die zulässige Borkonzentration. Betroffen waren drei der vier vorhanden Behälter. Aufgrund dieser Vorkommnisse verloren der Kraftwerksleiter und zwei Vorstandsmitglieder des Betreibers EnBW ihre Posten. (Kategorie S und INES 2) |
| 14. Dezember 2001 | Kernkraftwerk Brunsbüttel, Brunsbüttel         | Schwerer Zwischenfall. Wie erst einige Monate später bekannt wurde, hatte sich eine Wasserstoffexplosion in direkter Nähe zum Reaktordruckbehälter ereignet. Die Zuleitung der Kühlung des Reaktordeckels mit 100 mm Durchmesser zerriss dabei auf einer Länge von 2 bis 3 Metern. Es bestand das Risiko, dass Splitter am Splitterschutz vorbei das Containment beschädigten. Der Betreiber HEW versuchte den Vorfall weitestgehend zu verschleiern. Zum Beispiel wurde er lediglich mit der Bezeichnung „spontane Dichtungsleckage“ an das zuständige Ministerium gemeldet. Erst nach zwei Monaten gelang es den Aufsichtsbehörden unter heftigem Streit mit dem Betreiber, das „Leck“ bei abgeschaltetem Reaktor zu besichtigen, wobei das Ausmaß des Störfalles entdeckt wurde. Wäre der Reaktor gleich nach der Explosion vorschriftsmäßig abgeschaltet worden, hätte der Betreiber zu Beginn des Winters für mehrere Millionen Euro Ersatzstrom zukaufen müssen. |
| 8. Februar 2004   | Kernkraftwerk Biblis, Biblis                   | Im Kernkraftwerk Biblis ereignete sich eine Störung, bei der nacheinander mindestens fünf der Stromversorgungssysteme ausfielen. Während eines Sturms gerieten zwei Hochspannungsleitungen in der Nähe des KKW aneinander und verursachten einen Kurzschluss. Daraufhin fiel im Kraftwerk ein Hauptnetzanschluss aus, kurz darauf der zweite. Der Reserveanschluss funktionierte ebenfalls nicht. Die Notstandsstromversorgung von Block A und die Eigenbedarfsversorgung von Block B versagten dann ebenfalls. Somit bestand die Gefahr, dass die Sicherheitssysteme nicht mehr mit Energie versorgt werden konnten. Infolge dieser Ereignisse wurde der Reaktor aus Sicherheitsgründen automatisch heruntergefahren. Die ordnungsgemäß arbeitenden Notstrom-Dieselgeneratoren verhinderten Schlimmeres. In der Vergangenheit standen einzelne dieser vier Notstromaggregate bei regelmäßig wiederkehrenden Prüfungen mehrmals nicht zur Verfügung, jedoch reicht eines aus, um die Aufrechterhaltung der Reaktorsicherheit zu gewährleisten. (Kategorie E und N) |
| 27. Juli 2004     | Kernkraftwerk Neckarwestheim, Neckarwestheim   | Im Kernkraftwerk Neckarwestheim ereignete sich ein Zwischenfall durch menschliches Versagen, bei dem mit zwei Megabecquerel kontaminiertes Wasser aus Block II trotz sofort eingeleiteter Gegenmaßnahmen in den Neckar gelangte. Der Vorfall führte erstmals in der Bundesrepublik dazu, dass die Betreibergesellschaft eines Kernkraftwerks (EnBW) ein Ordnungsgeld (25.000 €) zahlen musste. Ein Betriebsleiter wurde entlassen, weil er sich kritisch geäußert hatte.(Kategorie N und INES 1) |
| 7. Mai 2007       | Kernkraftwerk Philippsburg                     | Am 7. Mai 2007 wurde der Sicherheitsbehälter nach einer Revision „wegen eines nicht exakt geschalteten Endschalters“ nicht richtig geschlossen. Auf beiden Seiten der Personenschleuse stand ein Ventil offen (Kategorie E und INES 1). |
| Juli 2007         | Kernkraftwerk Unterweser                       | Gemäß E.ON-Meldung vom Juli stand einer von vier Strängen des Not- und Nachkühlsystems während einer nicht umschriebenen Zeit „nur eingeschränkt zur Verfügung“. Zudem seien an einem zweiten Strang periodisch Reparaturarbeiten durchgeführt worden. Die verbliebenen zwei Stränge (2 x 50 %) hätten aber bei Anforderung auch dann noch eine genügende Kühlleistung für den limitierenden Störfall erbracht. Das BMU ergänzte und kritisierte dann diesen Sachverhalt: Der Fehler im betreffenden Strang sei dem Betreiber über ein Jahr lang bekannt gewesen, aber nicht behoben worden.(Kategorie E und INES 1) |
| 28. Juni 2007     | Kernkraftwerk Brunsbüttel                      | Schwelbrand. Zudem hätten sich Risse an Abdeckblechen gebildet. Beim Wiederanfahren des Reaktors führte eine Fehlbedienung durch das Personal am 1. Juli zweimal zu Absperrungen im Reaktorwasserreinigungssystem. Bei der Einleitung von Wasser aus dem Reaktor in die Kondensationskammer ist ein Grenzwert überschritten worden. Dieser Grenzwert soll einen Rohrbruch in dem System erkennen lassen und das System dann zur Absperrung leiten, es lag aber kein Rohrbruch vor. Trotz ausdrücklicher Nachfrage der Reaktoraufsicht am 2. Juli beim stellvertretenden Werksleiter habe dieser dieses meldepflichtige Ereignis zunächst verneint, erst am 6. Juli mittags wurde es offiziell gemeldet. (Kategorie N) |
| 28. Juni 2007     | Kernkraftwerk Krümmel                          | Auf dem Gelände des KKW begann ebenfalls am 28. Juni 2007 ein Brand an einem Transformator, welcher innerhalb weniger Stunden gelöscht werden konnte. Durch einen Kurzschluss aus nicht geklärter Ursache soll sich Transformatorenöl entzündet haben. Nach Angaben der Behörden bestand keine Gefahr für den Nuklearbereich des Kernkraftwerks. Verletzte hat es nicht gegeben. Der Kernreaktor wurde per Schnellabschaltung heruntergefahren. Die Feuerwehr war mit ca. 80 Einsatzkräften vor Ort, um Maßnahmen gegen den Brand zu ergreifen. Nach Auffassung des für die Atomaufsicht zuständigen Kieler Sozialministeriums sind die Vorgänge sowohl in Krümmel als auch Brunsbüttel „auf jeden Fall meldepflichtig“. Ein Sprecher des Betreibers des KKW Krümmel, Vattenfall Europe, bestritt dies jedoch zunächst für sein Kraftwerk, da das Ereignis außerhalb des Reaktors stattgefunden habe. Später räumte das zuständige Ministerium ein, dass auch der Reaktor sekundär betroffen war. Ein zu schnelles Druckabsenken des Reaktors aufgrund menschlichen Fehlverhaltens – der Reaktorfahrer hatte eine Anweisung seines Vorgesetzten falsch verstanden und zwei Sicherheits- und Entlastungsventile von Hand geöffnet – und „unplanmäßiger Ausfall einer von mehreren Reaktorspeisewasserpumpen“ führte zu einem „schnellen Druck- und Füllstandsabfall im Reaktordruckbehälter“ von 65 auf 20 bar. „Es war trotzdem jederzeit genügend Wasser über den Brennstäben“, sagte ein Ministeriumssprecher. Durch die automatische Zuschaltung eines weiteren Sicherheitssystems konnte der Wasserstands- und Druckabfall ausgeglichen werden. Vattenfall bestätigte die Vorgänge, erklärte aber, man habe das Ministerium „unmittelbar nach dem Brand und der Schnellabschaltung“ über die Auffälligkeiten informiert. Bei der Schnellabschaltung kam es auch zu Problemen mit der Eigenstromversorgung des Kraftwerks und mit der Datensicherung. Des Weiteren gelangten Rauchgase des Brandes durch das Lüftungssystem in den Leitstand, sodass der Reaktorfahrer seinen Dienst vorsorglich mit einer Atemschutzmaske fortsetzte. Aufgrund dieser Pannenserie schaltete sich die Atomaufsicht des Bundesumweltministeriums ein. Am 13. Juli 2007 gab es Durchsuchungen durch die Polizei, da Vattenfall mehrfach eine Befragung des Reaktorfahrers verweigert hatte. Einen Durchsuchungsbefehl gab es nach einer Anzeige der taz, es hätte angeblich Verletzte im Leitstand gegeben. |
| 4. Februar 2008   | Kernkraftwerk Krümmel, Geesthacht              | Im Kraftwerk ereignete sich am Vormittag des 4. Februar 2008 ein Schwelbrand in einer Lüftungsanlage. Dieser konnte durch die Werkfeuerwehr binnen einer Stunde mit einem Feuerlöscher gelöscht werden, externe Hilfe war nicht notwendig. Daraufhin entsandte die Atomaufsichtsbehörde einen Sachverständigen. Radioaktivität war jedoch zu keiner Zeit ausgetreten, da der Unglücksort außerhalb des Reaktorgebäudes lag. Dieser Vorfall erregte erneut hohes Interesse der Medien und wurde von zahlreichen Umweltschutzorganisationen zum Anlass genommen, das Kernkraftwerk Krümmel und die Sicherheit der Kernenergie wiederholt anzuzweifeln. Das Kraftwerk stand zu dieser Zeit seit 2007 still. |
| 6. Juni 2008      | Kernkraftwerk Philippsburg                     | Laut dem baden-württembergischen Umweltministerium wurde in der Nacht zum Freitag, den 6. Juni 2008 im Sicherheitsbehälter des Block I ein Druckabfall festgestellt, der die zulässigen Werte übersteigt. Der Behälter, der wichtige Teile des Reaktors einschließt, hat im normalen Betrieb einen leichten Überdruck von 20 Millibar. Der ermittelte Druckabfall betrug laut Ministerium 1 Millibar pro Stunde und war auf eine undichte Stelle zurückzuführen. Das Leck sei beim Anfahren der Anlage nach der Revision und unmittelbar nach dem Fluten des Behälters mit Stickstoff aufgetreten. Auf der Internationalen Bewertungsskala „INES“ gehört es zur Klasse 1 („Störung“). |
| 4. Juli 2009      | Kernkraftwerk Krümmel, Geesthacht              | Vorfall vom 4. Juli 2009. Kurz nach 12 Uhr mittags kam es zu einer Reaktorschnellabschaltung. Ursache war eine Störung in einem der beiden Maschinentransformatoren, wodurch es zu einer Unterspannung an zwei der vier Eigenbedarfsschienen des Kernkraftwerks kam. Zusätzlich gab es Kühlprobleme bei der Reaktorwasserreinigung sowie (bei der zusätzlichen Fixierung eines Steuerstabes) Hinweise auf ein defektes Brennelement (INES 0). Die Schnellabschaltung verursachte in Hamburg massive Einschränkungen im Stromnetz. Dabei fielen 1.500 der insgesamt 1.711 Ampelanlagen der Stadt teilweise über mehrere Stunden aus und Einkaufszentren waren ohne Licht. Weiterhin fielen durch die Störung mehrere Wasserpumpen aus, und es kam bei der Wiederinbetriebnahme der Pumpen aufgrund von Druckstößen zu elf Wasserrohrbrüchen, wodurch tausende Hamburger zeitweise ohne Wasserversorgung waren. Die für die Atomaufsicht zuständige Sozialministerin des Landes Schleswig-Holstein Gitta Trauernicht ordnete daraufhin eine erneute Zuverlässigkeitsprüfung des Betreibers Vattenfall an. Weiterhin gab das Unternehmen drei Tage nach der Notabschaltung bekannt, dass ein vorgeschriebenes Überwachungsgerät am betroffenen Transformator, ein sogenanntes Teilentladungsmessgerät, nicht installiert worden war. Wegen der Vorkommnisse wurde der bisherige Kraftwerkschef von Vattenfall entlassen. Kurz darauf räumte ein Sprecher von Vattenfall ein, dass es wahrscheinlich auch zu Brennstab-Schäden innerhalb des Reaktors gekommen sei. Einige wenige der 80.000 Brennstäbe wiesen demnach einen Defekt auf. |

## Liste von ungeklärten Stör-, Vor- und Unfällen
Hier werden Ereignisse aufgeführt, die noch nicht abschließend geklärt sind oder keine Einstufung gemäß den deutschen Kriterien oder INES-Kriterien haben.
| Datum              | Ort                               | Ereignis |
| ------------------ | --------------------------------- | --- |
| 12. September 1986 | Kernkraftwerk Krümmel, Geesthacht | Auf dem Gelände des Kernkraftwerks Krümmel wurde an verschiedenen Stellen eine alarmierend hohe Radioaktivität gemessen. Ein Störfall im Kraftwerk ereignete sich aber nachweislich nicht. Ab Ende 1989 trat Leukämie signifikant höher in der Region auf. Derzeitige Studien befassen sich vor allem mit dem nahegelegenen Forschungsreaktor Geesthacht. Siehe dazu Leukämiecluster Elbmarsch |
| März 2003          | Biblis                            | In Biblis B kam es im März 2003 bei Wartungsarbeiten zu einem Schwelbrand innerhalb des Sicherheitsbehälters. |

## Statistiken

### Meldepflichtige Ereignisse 1985 bis 2019
In dem unten aufgeführten Diagramm sind alle meldepflichtigen Ereignisse seit 1985 aufgetragen. Meldekategorien (S, E, N, V) s. Artikel Meldepflichtiges Ereignis.
| Meldepflichtige Ereignisse 1985–2019 |
|                                      |

Anzahl meldepflichtiger Ereignisse in deutschen Kernkraftwerken in Abhängigkeit ihrer Laufzeit. DWR=Druckwasserreaktor, SWR=Siedewasserreaktor, abg.=abgeschaltet, sonstige=Hochtemperaturreaktor oder schneller Brutreaktor.
|  |
|  |

### Zwischenfälle
Meldepflichtige Ereignisse in den Kernreaktoren in Deutschland.
Die siebenstufige Internationale Bewertungsskala für nukleare Ereignisse (INES) beginnt bei INES 1 als „Störung“ und endet bei INES 7: „katastrophaler Unfall“ (bisher zwei Fälle: Katastrophe von Tschernobyl und Nuklearkatastrophe von Fukushima). Seit der ersten Inbetriebnahme gab es in Deutschland mehr als 4800 meldepflichtige Ereignisse, davon 34 INES 1 Fälle (Störungen) und 3 Fälle bei INES 2 (Störfälle). Fälle der INES-Stufe 3 (Ernste Störfälle), bei denen Radioaktivität frei wurde, oder der Stufen 4 und höher (Unfälle) sind nicht aufgetreten.
| Kernkraftwerk    | noch in Betrieb | Summe aller melde- pflichtigen Ereignisse Stand 30.11.2020 | davon Störungen nach INES 1 | davon Störfälle nach INES 2 |
| ---------------- | --------------- | ---------------------------------------------------------- | --------------------------- | --------------------------- |
| Brokdorf         | nein            | 285                                                        | 0                           | 0                           |
| Grohnde          | nein            | 273                                                        | 1                           | 0                           |
| Emsland          | nein            | 162                                                        | 0                           | 0                           |
| Neckarwestheim 2 | nein            | 125                                                        | 3                           | 0                           |
| Gundremmingen C  | nein            | 116                                                        | 0                           | 0                           |
| Brunsbüttel      | nein            | 510                                                        | 6                           | 0                           |
| Gundremmingen B  | nein            | 463                                                        | 0                           | 0                           |
| Grafenrheinfeld  | nein            | 459                                                        | 1                           | 0                           |
| Neckarwestheim 1 | nein            | 456                                                        | 5                           | 0                           |
| Philippsburg 1   | nein            | 381                                                        | 7                           | 0                           |
| Unterweser       | nein            | 361                                                        | 1                           | 1                           |
| Krümmel          | nein            | 351                                                        | 3                           | 0                           |
| Isar 1           | nein            | 288                                                        | 0                           | 0                           |
| Philippsburg 2   | nein            | 282                                                        | 2                           | 2                           |
| Isar 2           | nein            | 103                                                        | 0                           | 0                           |
| Biblis A         | nein            | 103                                                        | 2                           | 0                           |
| Biblis B         | nein            | 118                                                        | 3                           | 0                           |